# Rodadura

La animación ilustra la rodadura (rolling) de una rueda como una «suma» de dos movimientos: rotación (rotation) alrededor de su propio eje y traslación (translation) con respecto a la superficie: rotation+translation=rolling.

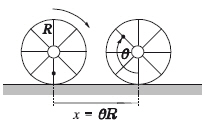
Figura 1. Rodadura. El desplazamiento horizontal del cilindro es igual a la longitud del arco de ángulo central θ.

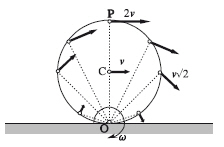
Figura 2. Rodadura. El eje perpendicular al plano del dibujo que pasa por O es el eje instantáneo de rotación.

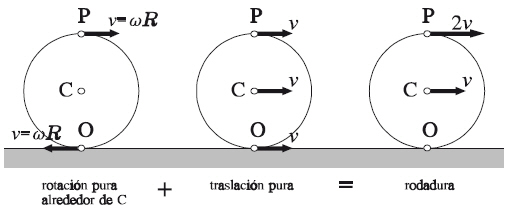
Figura 3. Rodadura como superposición de dos movimientos elementales.

La rodadura es un tipo de movimiento que combina la rotación (comúnmente, de un objeto simétrico axialmente) y la traslación de ese objeto con respecto a una superficie y que  implica que el cuerpo que rueda sobre la superficie lo hace sin resbalar o deslizarse con respecto a esta. Al no haber deslizamiento el punto o puntos del cuerpo que se hallan instantáneamente en contacto con la superficie se encuentran instantáneamente en reposo (velocidad nula con respecto a la superficie).

## Formalismo
La rodadura o condición de "rotar" impone unas determinadas relaciones cinemáticas entre el movimiento lineal y el movimiento angular del móvil que rueda. 
La Figura 1 muestra un cilindro que rueda sobre una superficie horizontal. Cuando el cilindro gira un cierto ángulo dθ, el centro del mismo experimenta un desplazamiento dx; la relación existente entre estas dos magnitudes es
dx = dθ R
siendo R el radio del cilindro. A partir de esta relación encontramos fácilmente, por derivación respecto del tiempo, la relación existente entre la velocidad del centro del cilindro y la velocidad angular (ω):
v = ω R
Una segunda derivación nos permite relacionar la aceleración del centro del cilindro con la aceleración angular (α):
a = α R
La condición de rodadura significa que, en un instante cualquiera, los puntos del cilindro que están en contacto con la superficie se encuentran momentáneamente en reposo. Dichos puntos determinan el eje instantáneo de rotación puro del cilindro. Los demás puntos del cilindro tendrán en ese instante una cierta velocidad, perpendicular al eje instantáneo de rotación y a la línea que une dicha partícula con dicho eje y de módulo proporcional a dicha distancia. Esto equivale a decir que el cilindro está girando en cada instante alrededor de la generatriz del cilindro que está en contacto con la superficie, con una cierta velocidad angular ω.

## Ejemplos
Consideremos un automóvil en movimiento sobre un pavimento en el que queden impresas las huellas de los neumáticos. La rodadura implica que las huellas serán nítidas, bien definidas. Si al frenar se produce un bloqueo parcial de ruedas, los neumáticos ruedan y resbalan sobre el pavimento y sus huellas no serían nítidas, sino el típico rastro de frenada; esta situación no corresponde a la rodadura.